# 卡尼亞爾縣
卡尼亞爾縣（西班牙語：Cantón Cañar），是厄瓜多爾的縣份，位於該國中南部，由卡尼亞爾省負責管轄，始建於1824年6月25日，面積1,804平方公里，海拔高度2,003米，2010年普查人口總數為59,323人，人口密度每平方公里32.88人。